# Puccinia opuntiae
Puccinia opuntiae ist eine Ständerpilzart aus der Ordnung der Rostpilze (Pucciniales). Der Pilz ist ein Endoparasit des Süßgrases Bouteloua simplex. Symptome des Befalls durch die Art sind Rostflecken und Pusteln auf den Blattoberflächen der Wirtspflanzen. Sie ist im nordwestlichen Südamerika verbreitet.

## Merkmale

### Makroskopische Merkmale
Puccinia opuntiae ist mit bloßem Auge nur anhand der auf der Oberfläche des Wirtes hervortretenden Sporenlager zu erkennen. Sie wachsen in Nestern, die als gelbliche bis braune Flecken und Pusteln auf den Blattoberflächen erscheinen.

### Mikroskopische Merkmale
Das Myzel von Puccinia opuntiae wächst wie bei allen Puccinia-Arten interzellulär und bildet Saugfäden, die in das Speichergewebe des Wirtes wachsen. Aecien oder Spermogonien der Art sind nicht bekannt. Die hell zimtbraunen Uredien des Pilzes wachsen oberseitig auf den Wirtsblättern. Ihre goldenen bis hell zimtbraunen Uredosporen sind 20–26 × 19–26 µm groß, meist kugelig bis breitellipsoid und warzig. Die beidseitig wachsenden Telien der Art sind schwärzlich, pulverig und früh offenliegend. Die dunkel kastanienbraunen Teliosporen sind ein- bis zweizellig, in der Regel breitellipsoid und 26–45 × 19–26 µm groß. Ihre Stiele sind golden und bis zu 130 µm lang.

## Verbreitung
Das bekannte Verbreitungsgebiet von Puccinia opuntiae umfasst Bolivien und Peru.

## Ökologie
Die Wirtspflanze von Puccinia opuntiae ist für den Dikaryonten Bouteloua simplex; der Haplont wächst möglicherweise auf Opuntien (Opuntia spp.). Der Pilz ernährt sich von den im Speichergewebe der Pflanzen vorhandenen Nährstoffen, seine Sporenlager brechen später durch die Blattoberfläche und setzen Sporen frei. Die Art verfügt über einen Entwicklungszyklus, von dem bislang lediglich Telien und Uredien sowie deren Wirt bekannt sind; Spermogonien und Aecien konnten dem Pilz nicht zugeordnet werden.